# Петров Володимир Михайлович (чекіст)
 Володимир Михайлович Петров (справжні ім'я та прізвище Афана́сій Миха́йлович Шорохов, пізніше змінив прізвище на Пролетарський, він же Свен Еллісон (15 лютого 1907 — 14 червня 1991) — радянський дипломат та розвідник.

## Юні роки
Справжнє ім'я — Афанасій Михайлович Шорохов. Народився в селянській сім'ї в Сибіру село Ларіха Тобольської губернії. У 1923 році вступив до комсомолу. 1929 року змінив прізвище на Володимир Пролетарський. Служив на Балтійському флоті шифрувальником. З 1933 року — співробітник ОГПУ, працював в іноземному відділі під керівництвом Гліб Бокія. У 1938—1939 рр. служив в Китаї керівником шифрувального підрозділу. Нагороджений орденом Червоної зірки.
Під час Другої світової війни працював у радянському посольстві в Стокгольмі. У 1951 був відправлений до Австралії, секретар радянського посольства в Канберрі.
Перед відправленням до Швеції змінив ім'я на Володимир Петров. У 1942 р. відправлений разом з дружиною Євдокією Петровою (Карцевою) в Швецію, де обоє працювали шифрувальниками радянського посольства в Стокгольмі під керівництвом відомої подружньої пари — Бориса Рибкіна та Зої Рибкіної-Воскресенської.
У 1951 був відправлений в Австралію резидентом радянської розвідки під прикриттям посади третього секретаря посольства СРСР. Олег Гордієвський стверджував, що Петрова в Австралію направив особисто Берія.
У 1954 році, пропрацювавши в Австралії три роки, Петров, вступивши в контакт з російськомовним емігрантом Майклом Бялогурським, попросив політичного притулку, не повідомивши дружину до відома. Через 10 днів притулок Петрову було надано. Пізніше притулок отримала і його дружина, Євдокія Петрова, також офіцер-шифрувальник радянської резидентури в Австралії.

## Втеча до Австралії

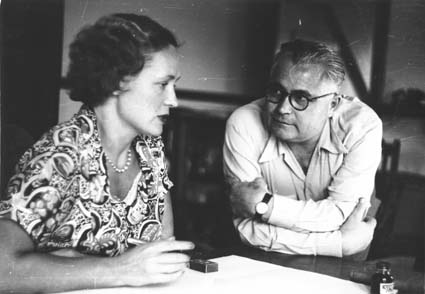
Євдокія та Володимир Петрови

У 1953—1954 роках після арешту і розстрілу Берії, почалася «чистка» закордонних резидентур від беріївських кадрів. Побоюючись можливості бути відкликаним в СРСР і там підданим репресіям, Петров 1954 року за власною ініціативою увійшов в контакт з австралійськими спецслужбами (ASIO) і попросив політичного притулку в Австралії. Петров попросив притулок будучи один, без своєї дружини Євдокії Петрової, яка в цей час перебувала в іншому місті. Двоє співробітників КДБ силою привезли її в аеропорт Канберри і проти її волі в присутності журналістів і фоторепортерів затягли в літак, який відправлявся в СРСР. Літак зробив проміжну посадку для дозаправки в аеропорту Дарвіна. За розпорядженням прем'єр-міністра Австралії Роберта Мензіса в справу втрутилася австралійська поліція. Поліцейські в Дарвіні піднялися на борт літака, під приводом заборони провезення вогнепальної зброї на борту літака роззброїли двох радянських «дипкур'єрів» і звільнили Євдокію Петрову. Після чого вона змогла приєднатися до чоловіка. Петров взяв з собою ряд документів, які розкривають роботу радянської розвідувальної діяльності в Австралії, які розглядалися парламентською комісією, але не були розсекречені австралійцями. Петров також передав масу даних про роботу радянських резидентів в Швеції і Фінляндії. Завдяки його свідченням британська контррозвідка змогла встановити особу третього члена «кембриджської п'ятірки» — Кіма Філбі — після втечі в СРСР в 1951 році перших двох, Берджеса і Макліна.

## Подальша доля
У 1956 році отримав австралійське громадянство. Вийшла книга спогадів Петрових «Імперія страху», написана офіцером ASIO Майклом Твейтесом за їхніми розповідями. Петрови до кінця своїх днів жили в Австралії під охороною австралійських спецслужб під іменами подружжя Еллісон, майже не спілкуючись з журналістами. В середині 1970-х Петров переніс ряд інсультів і останні 17 років життя провів в будинку для літніх людей в інвалідному кріслі. Євдокія Петрова пережила чоловіка на 11 років і померла в 2002 році.
Радянська зовнішня контррозвідка мала плани викрадення Петрова і вивезення його в СРСР для показового суду.